# 王琚 (成化進士)
王琚（1450年—？年），字良珮，直隸安慶府望江縣人，醫籍，治《詩經》，明朝政治人物。

## 生平
成化十六年（1480年）庚子科應天府鄉試第四十三名舉人。成化二十三年（1487年）中式丁未科會試第八十八名，三甲第二百一十八名進士。

## 家族
曾祖王華卿；祖父王震隆；父王景，封給事中。前母東氏（贈孺人）；李氏（贈孺人）；繼母劉氏。